# リトル・チベット (トロント)

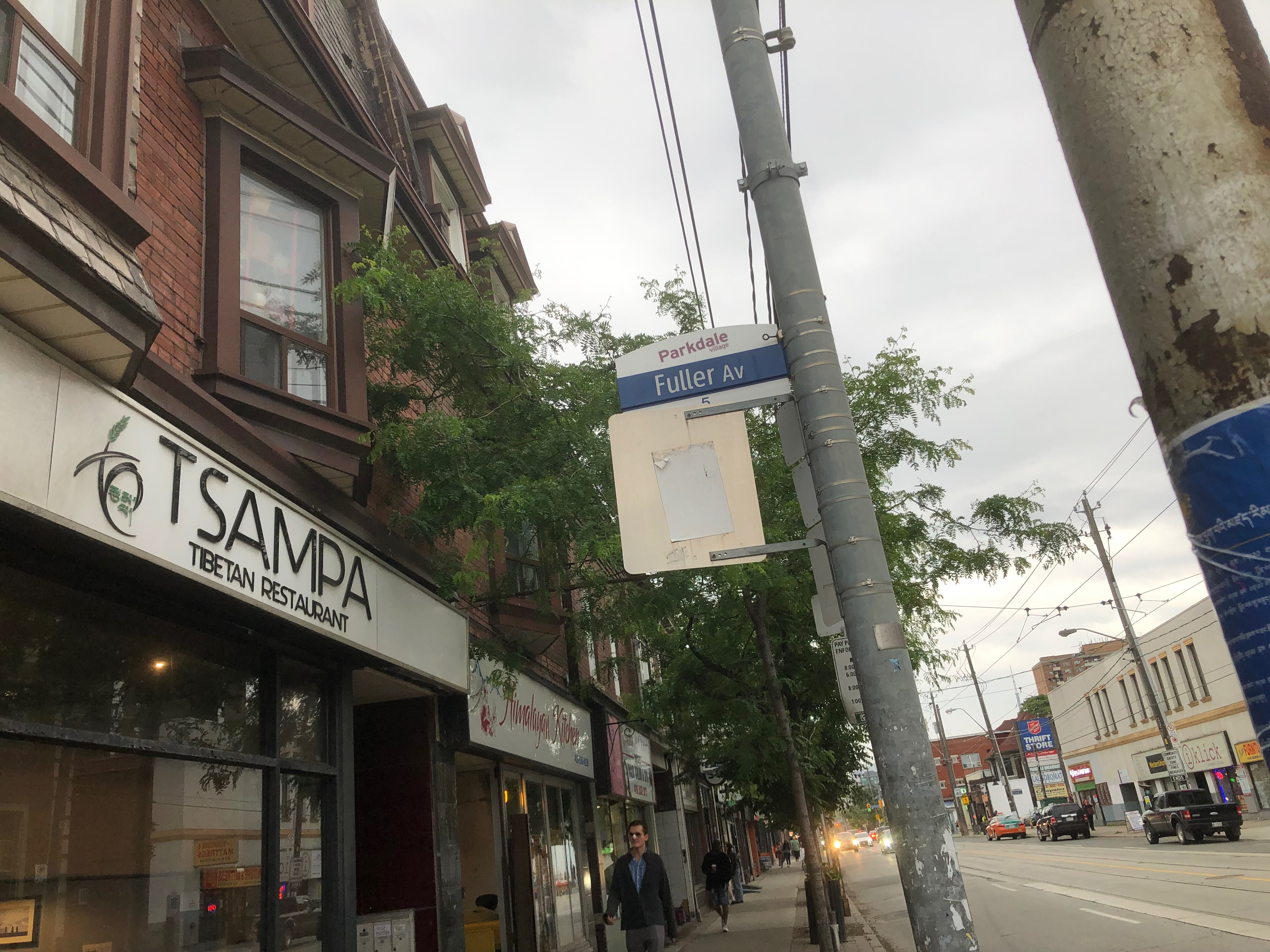
リトル・チベットの風景

リトル・チベット（英: Little Tibet）は、カナダオンタリオ州トロントパークデール周辺に位置するチベット系住民の居住区である。 リトル・チベットは北をクイーン・ストリート、南と西をガーディナー・エクスプレスウェイ、東をアトランティック・アヴェニュー (Atlantic Avenue) に囲まれている。多数の亡命チベット人が居住し、チベット関連の商店・レストランが点在していることで知られる。

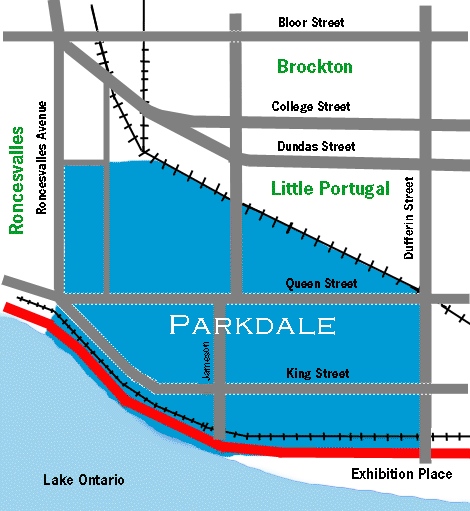
パークデールの地図。リトル・チベットはクイーン・ストリートの南に位置する。

1998年から2008年にかけて約3000人のチベット人が移住したトロントは、北米最大のチベット人コミュニティを擁する。2006年の国勢調査によると、トロント在住のチベット人の半数がパークデールに居住しているという。同じくトロント市内のサウス・エトビコでもチベット人コミュニティが拡大しているが、パークデールのリトル・チベットは依然として北米最大のチベット人街である。
トロントのジャーナリストPatrick Cainの調査によると、2005年から2009年にかけてパークデールで産まれた子供のうち、最も多かった名前は「テンジン」（チベット語：བསྟན་འཛིན་; ワイリー方式：bstan 'dzin）であるという。

## カナダにおける亡命チベット人
1950年代のチベット動乱以降、多くのチベット人が中国の支配するチベットを逃れ、インドやネパールへと亡命した。カナダのチベット人コミュニティは、インド及びネパールから再移住した人々によって築かれている。
1970年から1971年にかけて、228人のチベット人難民がインドからカナダに移住して以来、国内のチベット人コミュニティは拡大を続け、2014年時点では約6000人ものチベット人がカナダで暮らしている。その3分の2はパークデールの位置するグレーター・トロント・エリアに居住している。2000年代には、アメリカ合衆国からカナダへと移住するチベット人も増加した。これはカナダがアメリカより難民認定が容易であり、かつ医療や社会福祉へのアクセスが良好であると見なされたためである。また、パークデールに存在する大規模なチベット人コミュニティ自体も、彼らを他地域からトロントへと引き寄せる誘因となっている。

## 地方政治

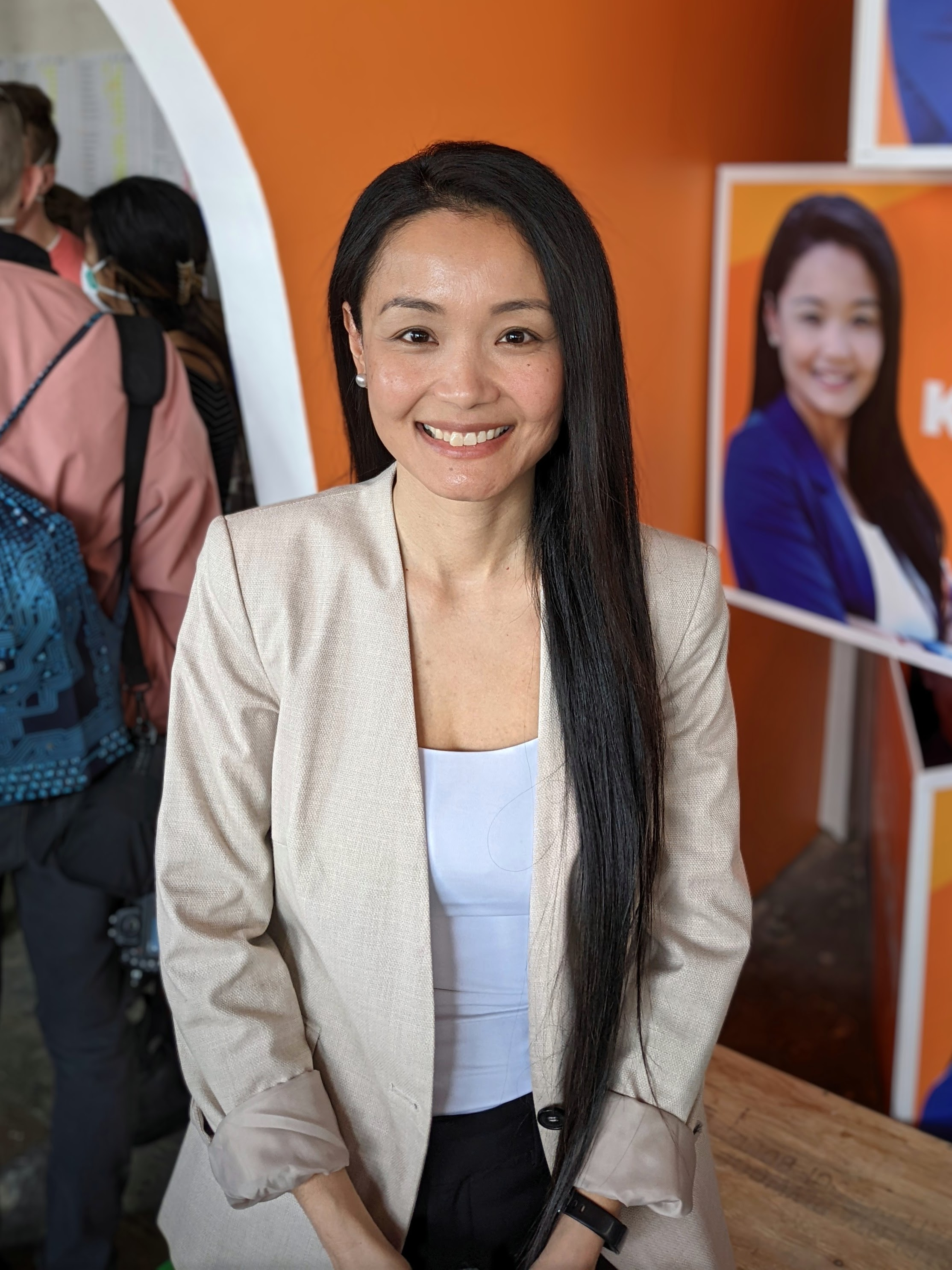
ブティラ・カルポチェ（2022年）

2018年のオンタリオ州議会選挙では、新民主党のブティラ・カルポチェがパークデール・ハイパーク選挙区から選出された。彼女はネパール生まれのチベット人難民で、18歳の時に家族と共にニューヨークへ移り住んだ。その後、カナダへと再び移住し、2008年にカナダ国籍（市民権）を取得した。
カルポチェは2022年のオンタリオ州議会選挙でも再選している。